# 寄り (相撲)
寄り（より）は、相撲における基本的な技のひとつ。
相手力士の廻しを取って相手を押し込むことを指す。廻しを取らない場合は押しという。廻しを取れば、これを強くひきつけることにより、相手の腰を浮かせることが本義で、この時のお互いの腰が「寄り」あうことが、語源とされる。
互いに交互に廻しを取り合うのを四つに組むと言い、両手が下手で相手の廻しを取るのをもろ差しという。
相手の構えの重心を崩し、土俵外へ運ぶか、土俵上で倒すことを狙った技である。決まり手としては寄り切り、寄り倒しに分類されることが多い。押し系の決まり手とともに本場所の決まり手の大半を占める。

## がぶり寄り
がぶり寄りは相手の廻しを自分の方へ引き付けて腰を上下に揺り動かしながら寄り進むことである。寄り進むうちに相手の腰が浮き自身の腰が相手より低くなる形が理想型とされる。かつては双葉山のがぶりが絶品とされ、その後は荒勢や琴風が代名詞とした。最近では琴奨菊の得意技として知られていた。